# 格蘭特鎮區 (堪薩斯州傑克遜縣)
格蘭特鎮區（英語：Grant Township）為美國堪薩斯州傑克遜縣轄下的鎮區。2010年美国人口普查中此鎮區人口有170人。

## 地理
格蘭特鎮區涵蓋總面積為108.7平方（41.97平方英里），其中陸地面積為108.6平方（41.93平方英里），水域面積為0.10平方（0.04平方英里）或0.10%。海拔高度361（1,184英尺）。

## 人口統計
根據2010年美國人口普查，格蘭特鎮區人口有170人，其中男性有92人，女性有78人，人口密度為每平方公里1.56人，住房計80戶。鎮區內的白人有159人，非裔美國人有0人，美洲原住民有9人，亞裔美國人有0人，太平洋島裔美國人有0人，其他種族有0人，混血種族則有2人。此外鎮區內有0人為西班牙裔或拉丁裔美國人。此鎮區之年齡中位數為45.0歲，而男性年齡中位數為46.5歲，女性年齡中位數為44.5歲。

## 交通

### 主要公路
- 16號堪薩斯州州道
- 62號堪薩斯州州道